# Sirețel
Sirețel là một xã thuộc hạt Iași, România. Dân số thời điểm năm 2002 là 4042 người.